# Лас Вегас Стрип
Лас Вегас Стрип (енгл. Las Vegas Strip део је Булевара Лас Вегас у округу Кларк у Невади, који је познат по концентрацији одмаралишта и казина. Стрип, као што је познато, дугачак је око 6,8 км  и налази се одмах јужно од градских граница Лас Вегаса у неинкорпорираним градовима Парадајс и Винчестер, али се све то једним именон у пракси назива једноставно Лас Вегас.
Многи од највећих хотела, казина и одмаралишта на свету налазе се на Стрипу, познатом по својој савременој архитектури, светлима и широком спектру атракција. Његови хотели, казина, ресторани, стамбене вишеспратнице, понуда за забаву и хоризонт су поставили Стрип као једну од најпопуларнијих и најпознатијих туристичких дестинација на свету и једну од покретачких снага за економију Лас Вегаса. Већина Стрипа је означена као Ол-Американ роуд, а руте за северни и јужни Лас Вегас Стрип су класификоване као места за видети у Невади, атракције, и Национална атрактивна места за посетити .

## Границе Стрипа
Историјски гледано, казина која нису била у центру Лас Вегаса дуж улице Фремонт налазила су се изван граница града на Булевару Лас Вегаса. Године 1959. постављен је знак добродошлице Добродошли у фантастични Лас Вегас тачно 7,2 km (4,5 mi) изван граница града. Знак се тренутно налази у средини јужно од Расел роуда, преко пута локације сада срушеног хотела и казина Клондајка и око 0,64 km (0,40 mi) јужно од најјужнијег улаза у залив Мандалаи, који је најјужнији казино Стрипа.
У најстрожем смислу, Стрип се односи само на део Булевара у Лас Вегасу који се налази отприлике између Авеније Сахара и Расел роуда, на удаљености од 6,8 km (4,2 mi). Округ Кларк користи фразу Коридор одмаралишта да опише област укључујући Лас Вегас Булевар између 215 Белтввеја и авеније Сахара и околних подручја.
Казино Сахара се нашироко сматра северним терминалом Стрипа, иако је туристички водичи обично проширују до Страта 0,64 km (0,40 mi) северно. Касини и хотел Мандалај беј, северно од Расел роуда, је најјужније одмаралиште за које се сматра да се налази на Стрипу (Клондајк је био најјужнији до 2006. године, када је затворен, иако није био укључен у Стрип у неким дефиницијама и туристичким водичима). Стрип укључује знак „Добродошли у фантастични Лас Вегас“.

## Историја
Први казино који је изграђен на аутопуту 91 био је клуб Њу Фронтијер 1931. године, али прво казино одмаралиште са пуном услугом на ономе што се тренутно зове Стрип био је Ел Ранчо Вегас, који је отворен са 63 хотелске собе и бунгалова 3. априла 1941. године (Салон и казино Ел Ранчо Вегас уништени су у пожару 1960. Бунгалови Ел Ранчо Вегас нису оштећени, а издавани су до раних 1980-их).] Његов успех је изнедрио други оближњи хотел, Хотел Ласт Фронтиер 1942. године. Особе организованог криминала као што је Бенџамин Багзи Сигел, пореклом из Њујорка, који је касније живео у Калифорнији, су се интензивно заинтересовали за растући центар за игре у Лас Вегасу и финансирали су још једно одмаралиште. Финансирали су завршетак изградње казино Фламинго новцем мафије. Изградњу Фламинга започео је познати холивудски издавач Били Вилкерсон. Казино Фламинго је отворен у децембру 1946. године, а хотел је отворен у марту 1947. Одмаралиште Вилбура Кларка Десерт ин је отворен 1950. године. Финансирање многих пројеката у Лас Вегасу је обезбеђено преко америчке Националне осигуравајуће компаније, која је била смештена у тада озлоглашеном царству коцкања Галвестон, Тексас.
Лас Вегас Булевар, јужни део, се раније звао Аутопут 91, или аутопут Еровхеад, или аутопут Лос Анђелеса. Улицу је Стрипом назвао полицајац из Лос Анђелеса и бизнисмен Гај Мекафи, по Сансет Стрипу у његовом родном граду у Холивуду.
Године 1950. градоначелник Ерни Крејгин из града Лас Вегаса је покушао да припоји Лас Вегас Стрип, који је пролазио кроз неинкорпорисану територију округа Кларк, како би проширио пореску основу града како би финансирао своју амбициозну агенду изградње и отплатио све већи градски дуг.  Уместо тога, мафијаш и гангстер Гас Гринбаум из Фламинга предводио је групу руководилаца казина да лобирају код комесара округа Кларк за статус града. На крају су створена два неинкорпорирана града, Парадис и Винчестер. Више од две деценије касније, Врховни суд Неваде поништио је државни закон Неваде из 1975. године који би претворио Стрип и остале урбане области округа Кларк у град Лас Вегас.
Сизар палас је отворен 1966. Године 1968. Кирк Керкориан је купио Фламинго и ангажовао потпредседника хотела Сахара Алекса Шуфија за председника. Алекс Шуфи је довео 33 највиша руководиоца Сахаре. Фламинго је коришћен за обуку будућих запослених у хотелу Интернационал, који је био у изградњи. Отварањем 1969. године, хотела Интернационал са 1.512 соба, почео је са радом 1969. године ера мега-одмаралишта. Интернационал је данас познат као Вестгејт Лас Вегас.
Први МГМ Гранд Хотел и казино, такође власништво Керкоријана, отворен је 1973. са 2.084 собе. У то време, ово је био један од највећих хотела на свету по броју соба. Хотел „Росија“ изграђен 1967. године у Москви, на пример, имао је 3.200 соба, међутим, већина соба у хотелу Росија биле су једнокреветне собе од 118 квадратних стопа (11,0 m²), што је отприлике четвртина величине стандардне собе у МГМ Гранд Ресорту. Дана 21. новембра 1980. МГМ Гранд је претрпео најгори пожар у одмаралишту у историји Лас Вегаса као резултат електричних проблема, убивши 87 људи. Поново је отворен осам месеци касније. Године 1986. Керкориан је продао МГМ Гранд компанији Бали Мануфакчуринг и преименован је у Бали'с.
Отварање касина Мираж 1989. године поставило је нови ниво доживљају Лас Вегаса, пошто су мањи хотели и казина уступили место већим мега одмаралиштима. Неке од кључних карактеристика Миража укључивале су тропске пејзаже са водопадима, вулкан у ерупцији, ресторане са врхунским куварима и шоу са илузионистима Зигфридом и Ројем. Током 1990-их, отворено је више од 12 нових хотела, укључујући тематске хотеле као што су Луксор, Екскалибер и Мандалај Беј. Са 1,7 милијарди долара, најскупљи хотел на свету у то време, Белажио, изграђен је 1990-их. Ови огромни објекти нуде могућности за забаву и ручавање, као и коцкање и смештај. Ова промена је утицала на мање, добро познате и сада историјске хотеле и казина, као што су Дунс, Сендс и Стардаст. Године 1993, лансирање емисије Мистере у новом хотелу Трежр Ајланд од стране Сирк де Солеј је покренуто 1993. године, означило је кључну тачку у трансформацији забаве на Лас Вегас Стрип-у.
У настојању да привуку породице, одмаралишта су нудила више атракција намењених младима, али су имала ограничен успех. Водени парк Вет 'н Вајлд отворен је 1985. године и налазио се на јужној страни хотела Сахара. Затворен је на крају сезоне 2004. и касније је срушен. Садашњи МГМ Гранд отворен је 1993. године са МГМ Гранд Адвенчерс тематским парком, али је парк затворен 2000. године због недостатка интересовања. Слично, 2003. Трежр Ајленд је затворио сопствену видео аркаду и напустио претходну пиратску тему, усвајајући нови назив.
Поред великих хотела, казина и одмаралишта, Стрип је дом многих атракција, као што су М&М'с Ворлд, Адвенчрдоме и Фашон шоу мал. Почевши од средине 1990-их, Стрип је постао популарна дестинација за прославу Нове године.

## Казина
| - Луксор - МГМ изнутра - МГМ - Хард рок - Хутерс - Њујорк - Хара - Харли Д. - Париз - Рио |

## Референцце
1. ↑  Google (17. 10. 2020). „Overview of the Las Vegas Strip”  (Мапа). Google Maps. Google. Приступљено 17. 10. 2020.
2. ↑  Lukas, Scott A. (2007). „Theming as a Sensory Phenomenon: Discovering the Senses on the Las Vegas Strip”.  Ур.: Scott A. Lukas. Lexington Books. стр. 75–95. ISBN 978-0-7391-2142-9 https://archive.org/details/themedspacelocat0000scot |url= захтева наслов (помоћ).
3. ↑  „Заменик секретара за саобраћај САД Дауни најављује нове свеамеричке путеве, националне сценске обилазнице у 20 држава” (Саопштење). Federal Highway Administration. 15. 6. 2000. Приступљено 22. 6. 2008.; „Las Vegas Strip Named All-American Road” (Саопштење). Архивирано из оригинала 12. 6. 2006. г. Приступљено 22. 6. 2008.
4. ↑  „Scenic Byways | Одељење за саобраћај Неваде”. www.nevadadot.com. Приступљено 2020-10-17.
5. ↑  „Познавање Вегаса: Зашто Стрип није у Лас Вегасу?”. Las Vegas Review-Journal (на језику: енглески). 2015-08-03. Приступљено 2020-10-17.
6. ↑  „Шокантна истина о Лас Вегас Стрипу”. www.mentalfloss.com (на језику: енглески). 2011-05-17. Архивирано из оригинала 12. 11. 2022. г. Приступљено 2020-10-17.
7. ↑  Finnegan, Amanda (2009-05-21). „Знак „Фабулоус“ добија историјску ознаку – Las Vegas Sun Newspaper”. lasvegassun.com (на језику: енглески). Приступљено 2020-10-17.
8. ↑  Schoenmann, Joe (3. 2. 2010). „Вегас није једини који жели да уђе у .вегас”. Las Vegas Sun.
9. ↑  „Округ преокренуо 100 July 1, Назван 'Дан стогодишњице'” (Саопштење). Clark County, Nevada. 23. 6. 2009. Приступљено 5. 2. 2010.
10. ↑  „Чак и у граду изграђеном на илузији, Стратосфера има тешко да докаже да је на Вегас Стрипу”. Los Angeles Times (на језику: енглески). 2018-12-14. Приступљено 2020-10-17.
11. ↑  „Пројекти коридора одмаралишта округа Кларк”. Clark County Resort Corridor Projects. Архивирано из оригинала 20. 04. 2021. г. Приступљено 27. 3. 2021.
12. 1 2 3  Miller, Cody (2019-07-03). „Newly rebranded Strip resort's slogan sparks Las Vegas debate”. KSNV. Приступљено 2020-10-17.
13. ↑  „Debating the Stratosphere's Strip-ness is like trying to define Las Vegas – Las Vegas Weekly”. lasvegasweekly.com. 11. 1. 2018. Приступљено 2020-10-17.
14. ↑  „Is the Stratosphere on the Las Vegas Strip? Owner, County Disagree”. 18. 12. 2017.
15. ↑  Moore, Thomas (1. 11. 2016). „Revamped Klondike reminiscent of earliest era of locals casinos - Las Vegas Sun”. Las Vegas Sun (на језику: енглески). Приступљено 23. 11. 2023.
16. ↑  „Добродошли у фантастични Лас Вегас | Лас Вегас, Невада 89104”. www.visitlasvegas.com (на језику: енглески). Приступљено 2021-03-27.
17. 1 2 3  „History in Las Vegas | Frommer's”. www.frommers.com. Приступљено 2021-04-02.
18. ↑  „About the El Rancho Vegas exhibit”. gaming.unlv.edu. Приступљено 2021-04-03.
19. ↑  „Last Frontier Hotel | ONE”. www.onlinenevada.org. Архивирано из оригинала 17. 09. 2021. г. Приступљено 2021-04-03.
20. ↑  Staff, Sun (1955-04-04). „Colorful hotel history – Las Vegas Sun Newspaper”. lasvegassun.com (на језику: енглески). Приступљено 2021-04-03.
21. ↑  Newton, Michael (2009). Mr. Mob: The Life and Crimes of Moe Dalitz. McFarland. стр. 40—41. ISBN 978-0786453627.
22. ↑  Rothman, Hal (2003). Neon metropolis: how Las Vegas started the twenty-first century. Routledge. стр. 16. ISBN 978-0415926133.
23. ↑  „Arrowhead Trail”. The Historic Las Vegas Project. Приступљено 15. 1. 2022.
24. ↑  „Las Vegas: An Unconventional History”. American Experience. PBS. Приступљено 7. 6. 2007.
25. 1 2  Moehring, Eugene P. (2000). Resort City in the Sunbelt: Las Vegas, 1930–2000. University of Nevada Press. стр. 87. ISBN 0874173566.[мртва веза]
26. ↑  „New town 'richest' in state”. Las Vegas Review-Journal. 21. 8. 1951. стр. 1.
27. ↑  „Rich new Nevada town of Winchester founded”. Reno Gazette-Journal. 8. 10. 1953  — преко Newspapers.com.
28. ↑  Michael Mishak (24. 5. 2009). „Why consolidating city and county governments isn't a silver bullet for waste”. Las Vegas Sun. Приступљено 2015-07-12.
29. ↑  „Major Renovation Slated for Mirage”. www.casinocitytimes.com. Приступљено 2021-03-28.
30. ↑  „History in Las Vegas | Frommer's”. www.frommers.com. Приступљено 2021-04-03.
31. 1 2  „Celebrating the Decades: New hotels transform the Strip in the Nineties”. KLAS (на језику: енглески). 2019-11-22. Архивирано из оригинала 07. 03. 2023. г. Приступљено 2021-04-02.
32. ↑  „Sin returns to Las Vegas with a vengeance - May. 28, 2004”. money.cnn.com. Приступљено 2021-03-28.
33. ↑  Moreno, Richard (14. 10. 1984). „Aquatic amusement park hopes to attract families”. Reno Gazette-Journal. Приступљено 20. 3. 2018 — преко Newspapers.com.
34. ↑  Jennifer Robison (10. 7. 2002). „Wet 'n Wild sold for fourth time in four years”. Las Vegas Sun. Приступљено 13. 4. 2013.
35. ↑  Clifford-Cruz, Rebecca (23. 02. 2012). „Sun's list of shuttered family-friendly Vegas attractions - Las Vegas Sun Newspaper”. lasvegassun.com (на језику: енглески). Приступљено 04. 07. 2023.
36. ↑  „Treasure Island Show Symbolizes New Era for Strip Resort” (Саопштење). Архивирано из оригинала 8. 8. 2008. г. Приступљено 4. 6. 2008.